# Ћелташ
Ћелташ је место која се налази на јужном ободу Пиротског поља, недалеко од села Барје Чифлик. У ужем смислу, топонимом Ћелташ означава се брдашце које је данас делимично под боровом шумом. 
У самом подножју овог узвишења налазе се два врела чијим се истицањем формира ток Безданске речице. Резултати црпења западнијег врела по имену Бездан указују на могућности добијања до 20 л/сек вода. У његовој непосредној близини лоцирано је и врело Ћелташ, приближно исте обилности, чији је део вода захваћен каптажом. Због тресета, чија се дебљина креће од два до три метара, приобаље речице обрасло је травом која се коси, повремено је баровито и покривено барским биљем и растињем.
Место је добило назив од турске речи ,,kel’’ (ћелав) будући да је у прошлости то био терен без дрвећа. Овуда је некада пролазио антички пут Via Militaris, а у османско доба и један крак чувеног Цариградског друма који је заобилазио мочварни терен ондашњег Барја, о чему сведоче археолошки налази. Верује се да су се овде за време Римљана налазили кула и војни логор, те да је цео простор био опасан каменим зидинама. Кула је према предању била намењена становању заповедника војске и његове породице, али су је Турци порушили, а све помоћне зграде спалили. Наводно је на развалинама римске куле у време Турака подигнута црква Светог Илије, која је више пута рушена и спаљивана. Савремена, обновљена црквица смештена је у западном делу Ћелташа, према Барје Чифлику, непосредно изнад врела Бездан. Сваке године мештани Барје Чифлика обележавају на овом месту Илиндан.
У време српско-бугарског рата 1885. године надомак Ћелташа одиграо се сукоб зараћених страна, а недалеко од Безданске реке један непознати српски војник успео је у том окршају да избаци из строја шест бугарских војника, пре него што је и сам страдао. Прозван је Момчило Обилић, а поред места где је положио свој живот 1887. године подигнут је споменик Незнаном српском јунаку са следећим натписом:
На овом месту стекао си вечну славу, 
 са шест бугарских заменио своју главу, 
  са јунаштва свог међ’ нама си вечно жив, 
 а и поколења нека знају да си био див.
Првобитни споменик порушила је бугарска окупациона војска 1943. године. Обновљен је након Другог светског рата, а на истом месту подигнут је и споменик Милораду Манчићу Лукањцу, смртно рањеном на Ћелташу 20. августа 1943. године. Лукањац, борац Нишавске партизанске чете, неочекивано је са два саборца наишао на бугарску патролу која је овде изводила војну вежбу, и у размени ватре до које је дошло био тешко рањен. Истог дана пребачен је у пиротску касарну, потом и болницу, где је био подвргнут зверском мучењу и саслушавању. Умро је у тешким мукама. Споменици су данас у незавидном стању услед запуштености и небриге. На плочи у подножју споменика уклесан је запис следеће садржине:
На овом месту стекосте вечну славу а храброшћу својом показасте како се домовина брани 
  Подружница носилаца Албанске споменице 1915/16 г. у Пироту обнови споменике на дан пробоја Солунског фронта 15. септембра 1972 год. предајући исте омладини уз завет на чување
С почетком индустријализације Пирота и постављањем питања енергетских извора, тридесетих година 20. века градом је почела да се проноси прича о наводним изворима нафте или земног гаса на ивици Барја према Ћелташу. Такви наводи поткрепљивани су сећањима старијих грађана који су сведочили да су на овом потезу у време Турака избијали запаљиви гас и нафта, те да су једном приликом горели читава три месеца. Турци су, према предању, преко запаљеног места наврнули речицу са изворишта код Ћелташа и тако гасили ватру.

## Галерија
- Црква Св. Илије на Ћелташу
- Црква Св. Илије на Ћелташу, црквено двориште
- Унутрашњост цркве Св. Илије на Ћелташу
- Споменик Незнаном српском јунаку и Милораду Манчићу Лукањцу на Ћелташу